# Капитанка (Кировоградская область)
Капита́нка (укр. Капітанка) — село в Побугской поселковой общине Голованевского района Кировоградской области Украины.
Население по переписи 2001 года составляло 1387 человек. Почтовый индекс — 26554. Телефонный код — 5252. Занимает площадь 0,005 км². Код КОАТУУ — 3521482301.